# Nikolai Bachnow
Nikolai Bachnow ist das gemeinsame Pseudonym der deutschen Autoren Klaus und Aljonna Möckel. Unter dem Namen „Nikolai Bachnow“ veröffentlichten sie seit dem Jahr 1996 mehrere Fortsetzungen zu den Smaragdenstadt-Büchern des russischen Schriftstellers Alexander Wolkow.

## Werke
- In den Fängen des Seemonsters. 1996, LeiV, Leipzig, ISBN 3-89603-001-9
- Die Schlange mit den Bernsteinaugen. 1997, LeiV, Leipzig, ISBN 3-89603-015-9
- Der Schatz der Smaragdbienen. 1998, LeiV, Leipzig, ISBN 3-89603-026-4
- Der Fluch des Drachenkönigs. 1999, LeiV, Leipzig, ISBN 3-89603-036-1
- Die falsche Fee. 2000, LeiV, Leipzig, ISBN 3-89603-061-2
- Die unsichtbaren Fürsten. 2001, LeiV, Leipzig, ISBN 3-89603-076-0
- Der Hexer aus dem Kupferwald. 2002, LeiV, Leipzig, ISBN 3-89603-115-5
- Das gestohlene Tierreich. 2003, LeiV, Leipzig, ISBN 3-89603-162-7